# Ectocyclops strenzkei
Ectocyclops strenzkei – gatunek widłonoga z rodziny Cyclopidae. Nazwa naukowa gatunku została po raz pierwszy opublikowana w 1959 roku przez niemieckiego zoologa Hansa-Volkmara Herbsta.